# سنيها
سنيها هي ممثلة هندية، ولدت في 12 أكتوبر 1981 في الهند. من الجوائز التي نالتها جائزة فيلم فير جنوب.

## جوائز
- جائزة فيلم فير جنوب

## وصلات خارجية
- سنيها على موقع IMDb (الإنجليزية)
- سنيها على موقع أول موفي (الإنجليزية)
- سنيها على موقع قاعدة بيانات الفيلم (الإنجليزية)